# 加賀郵便局
加賀郵便局
- （かがゆうびんきょく） - 石川県加賀市にある郵便局。本記事にて記述する。
- （かかゆうびんきょく） - 島根県松江市にある郵便局。局番号は53065。

加賀郵便局（かがゆうびんきょく）は石川県加賀市にある郵便局。民営化前の分類では集配普通郵便局であった。

## 概要
住所：〒922-8799 石川県加賀市大聖寺東町1-5

## 沿革
- 1872年8月4日（明治5年7月1日） - 大聖寺（だいしょうじ）郵便取扱所として開設[1]。
- 1873年（明治6年） - 大聖寺郵便役所となる。
- 1875年（明治8年）1月1日 - 大聖寺郵便局（三等）となる。
- 1876年（明治9年） - 為替取扱を開始。
- 1879年（明治12年） - 貯金取扱を開始。
- 1891年（明治24年）3月21日 - 大聖寺郵便電信局となる。
- 1903年（明治36年）4月1日 - 通信官署官制の施行に伴い大聖寺郵便局となる。
- 1956年（昭和31年）10月1日 - 和文電報受付事務の取扱を開始[2]。
- 1975年（昭和50年）10月6日 - 加賀市大聖寺鷹匠町から、同市大聖寺東町一丁目に局舎を新築、移転するとともに、加賀郵便局に改称。
- 1994年（平成6年）7月1日 - 外国通貨の両替および旅行小切手の売買に関する業務取扱を開始。
- 2005年（平成17年）11月12日 - 三木簡易郵便局の一時閉鎖[3]に伴い、取扱業務を承継[4]。
- 2006年（平成18年）10月10日 - 橋立郵便局から「922-05xx」区域の集配業務を移管[5]。
- 2007年（平成19年）10月1日 - 民営化に伴い、併設された郵便事業加賀支店に一部業務を移管。
- 2012年（平成24年）10月1日 - 日本郵便株式会社発足に伴い、郵便事業加賀支店を加賀郵便局に統合。
- 2015年（平成27年）3月16日 - 片山津郵便局から「922-04xx」「922-03xx」区域の集配業務を移管。
- 2020年（令和2年）3月9日 - 吉崎郵便局から「922-06xx」区域の集配業務を移管。これにより、福井県域の集配業務も受け持つようになる。

## 取扱内容
- 郵便、印紙、ゆうパック、内容証明
- 貯金、為替、振替、振込、国際送金、外貨両替・トラベラーズチェック、国債、投資信託
- 生命保険、バイク自賠責保険、自動車保険、がん保険、引受条件緩和型医療保険
- ゆうちょ銀行ATM
- 「922-00xx」「922-03xx」「922-04xx」「922-05xx」「922-06xx」区域（加賀市域の一部、福井県あわら市吉崎）の集配業務
- ゆうゆう窓口

## 周辺
- 加賀市役所
- 大聖寺警察署
- 加賀体育館
- 国道8号
- 国道305号
- 大聖寺川

## アクセス
- IRいしかわ鉄道線・ハピラインふくい線 大聖寺駅から徒歩約10分
- 加賀温泉バス 弓町停留所下車
- 北陸自動車道 加賀ICから北東へ約3.5km
- 駐車場あり：14台